# Dianthoveus cremnophilus
Dianthoveus es un género monotípico  de plantas con flores perteneciente a la familia Cyclanthaceae. Su única especie: Dianthoveus cremnophilus B.E.Hammel & G.J.Wilder es originaria de Colombia y Ecuador.

## Taxonomía
Dianthoveus cremnophilus fue descrita por B.E.Hammel & G.J.Wilder  y publicado en Annals of the Missouri Botanical Garden 76(1): 113, f. 1–5, 7–9. 1989.